# Calyptranthera villosa
Calyptranthera villosa är en oleanderväxtart som beskrevs av Klack.. Calyptranthera villosa ingår i släktet Calyptranthera och familjen oleanderväxter. Inga underarter finns listade i Catalogue of Life.